# Opisthograptis trimacularia
Opisthograptis trimacularia là một loài bướm đêm trong họ Geometridae.